# Шахветіла
Шахветіла (груз. შახვეტილა) — село в Грузії.
За даними перепису населення 2014 року в селі проживає 99 осіб.